# NGC 6806
NGC 6806 este o galaxie situată în constelația Săgetătorul. A fost descoperită în 5 septembrie 1834 de către John Herschel.